# Mydaea sootryeni
Mydaea sootryeni är en tvåvingeart som beskrevs av Ringdahl 1928. Mydaea sootryeni ingår i släktet Mydaea och familjen husflugor. Arten är reproducerande i Sverige. Inga underarter finns listade i Catalogue of Life.